# Sitzenberg und Thallern
Die Herrschaft Sitzenberg und Thallern war eine Grundherrschaft im Viertel ober dem Wienerwald im Erzherzogtum Österreich unter der Enns, dem heutigen Niederösterreich.

## Ausdehnung
Die Herrschaft umfasste zuletzt die Ortsobrigkeit über Sitzenberg, Neustift, Thallern und Sichelbach. Der Sitz der Verwaltung befand sich im Schloss Sitzenberg.

## Geschichte
Der letzte Inhaber der Allodialherrschaft war Georg Bernhard Ritter von Unkhrechtsberg. Die Herrschaft wurde mit den Reformen 1848/1849 aufgelöst.